# Трет-Бутилат алюминия
трет-Бутилат алюминия — химическое вещество, алкоголят, продукт взаимодействия алюминия с трет-бутиловым спиртом. Применяется в органическом синтезе в восстановлении по Меервейну — Пондорфу — Верлею и окислении по Оппенауэру.

## Получение
Препаративный метод получения заключается в реакции алюминиевых опилок с трет-бутиловым спиртом в присутствии хлорида ртути(II).

## Строение и физические свойства
трет-Бутилат алюминия представляет собой бесцветное твёрдое вещество с высокой температурой плавления. Хорошо растворим в органических растворителях, особенно в спиртах, бензоле, толуоле и ксилоле. В бензольном растворе он имеет димерное строение. Также из бензола его можно перекристаллизовать.

## Химические свойства
трет-Бутилат алюминия применяется в реакциях восстановления по Меервейну — Пондорфу — Верлею и окисления по Оппенауэру. В последнем случае его применение позволяет мягко окислять вторичные спирты в кетоны. Благодаря селективности этого окисления оно широко применяется в химии стероидов.
Также этот в присутствии этого алкоголята первичные и вторичные амины алкилируются спиртами.

## Безопасность
трет-Бутилат алюминия очень вреден для слизистых оболочек, верхних дыхательных путей, глаз и кожи и особенно при вдыхании. Работать с ним необходимо в вытяжном шкафу.